# Жебелене, Дайва
Дайва Жебелене (лит. Daiva Žebelienė; род. 15 сентября 1968, Шилуте) — литовский политический деятель, депутат Сейма Литовской Республики (с 2024).

## Биография
Родилась 15 сентября 1968 года в Шилуте, Литовская ССР, СССР.
Окончила местную среднюю школу, после чего поступила в Шяуляйскую академию Вильнюсского университета, которую окончила в 1994 году со степенью в области педагогики. После окончания обучения стала работать учителем начальных классов, а в 2014 году возглавила компанию «Toluta».
Политическую карьеру начала в 2011 году в качестве члена Шилутского районного самоуправления. В 2012 году она была избрана главой города, пробыв на этом посту до 2013 года.
На парламентских выборах 2024 года она была избрана депутатом Сейма Литовской Республики от политической партии «Заря над Неманом» и официально вступила в должность 14 ноября того же года.